# Espacio de datos
Un espacio de datos es un ecosistema donde materializar la compartición voluntaria de los datos de sus participantes dentro de un entorno de soberanía, confianza y seguridad, establecido mediante mecanismos integrados de gobernanza, organizativos, normativos y técnicos. El espacio de datos es pieza clave para el desarrollo de la economía del dato, al habilitar su acceso, intercambio y reutilización legítima, posicionando al dato como recurso no rival, cuya utilidad crece según su uso se generaliza en un claro ejemplo de efecto red.

## Caracterización de los espacios de datos
Los espacios de datos van más allá del intercambio bilateral de información, constituyendo en su versión más avanzada auténticos ecosistemas donde potenciar el valor del dato con seguridad, confianza y soberanía. El concepto de soberanía es clave, entendiéndose como la capacidad de un participante de mantener el control sobre sus propios datos, expresando los términos y condiciones que regirán sus usos permitidos.
El diseño arquitectónico de todo espacio de datos debe seguir las siguientes directrices: 
1. El espacio de datos habilitará el acceso e intercambio de datos, promoviendo la creación sostenible de nuevos productos y servicios alrededor del dato, completando su cadena de valor, reduciendo barreras de entrada al mercado, impulsando la innovación y generando impacto y beneficio en la sociedad, vigilando los diversos aspectos éticos que pudieran surgir.
2. El espacio de datos habilitará la confianza de los partícipes,[7] garantizando el cumplimiento de las normas y valores europeos, en particular la protección de datos personales, la legislación de protección del consumidor y las leyes de defensa de la competencia. En particular, deberá contemplar la legislación relativa al tratamiento de datos horizontal y sectorial que le sea de aplicación¡, así como su regulación específica.
3. El espacio de datos, como ecosistema de compartición de datos, debe garantizar la soberanía de los partícipes[8] sobre sus datos.  El partícipe en el espacio es quién decide con quién intercambia información y bajo qué condiciones contractuales lo hace, haciendo espacial hincapié en la prevención de usos no autorizados por terceras partes.
4. El espacio de datos prestará especial atención a todos los aspectos relativos a su seguridad,[9] siguiendo el principio de seguridad desde el diseño.
5. El espacio de datos estará abierto a la participación de todo aquel comprometido a cumplir con sus regulaciones de funcionamiento (sector público, sector privado, individuos, organismos de investigación, tercer sector). En particular, un espacio de datos concreto regirá su funcionamiento por el correspondiente acuerdo de colaboración entre las partes, garantizándose la mayor transparencia, con especial atención a la preservación de la equidad de participantes y su no discriminación, así como su sostenibilidad en el tiempo.
6. El espacio de datos asegurará la identidad de los participantes, así como la idoneidad de los componentes software empleados, mediante los oportunos mecanismos de homologación o certificación. Dicha homologación o certificación se realizará por terceros debidamente acreditados.
7. El espacio de datos permitirá a los diversos participantes el despliegue de diferentes roles dentro del mismo, bien sea como productores de datos, consumidores de los mismos, proveedor de servicios sobre datos, desarrolladores de componentes u operadores de servicios esenciales. En particular, el espacio de datos facilitara el desarrollo de intermediario de datos mediante la prestación de los oportunos servicios de intermediación de datos.
8. El espacio de datos facilitará encontrar, acceder y usar los datos, bajo principios FAIR[10], describiendo suficientemente los conjuntos de datos implicados y sus restricciones de uso, las estructuras de datos, vocabularios y taxonomías, así como los medios técnicos de acceso. Dicha descripción se realizará, en la medida de lo posible, siguiendo las indicaciones de los organismos de normalización, o en su ausencia los criterios comunes dictados por las instituciones europeas para la interoperabilidad de espacios de datos.
9. Los espacios de datos habilitaran la consignación de políticas de acceso y uso de la información en los correspondientes acuerdos, pudiendo establecer compensaciones económicas o de otro tipo, vigilándose su proporcionalidad y la no existencia de costes excesivos de transacción. Se primará su consignación electrónica.
10. El espacio de datos garantizará el cumplimiento de la normativa de protección de datos[11] bajo un principio de privacidad desde el diseño, realizando, si así fuere necesario, un uso intensivo de tecnologías de privacidad (PET) para garantizar el adecuado tratamiento de información protegida o sometida a propiedad intelectual o secreto comercial.
11. El espacio de datos dispondrá de mecanismos para asegurar el nivel de calidad de los datos[12] aportados por los participantes.
12. El espacio de datos asegurará su interoperabilidad y sinergias con otros espacios de datos sectoriales europeos.

## Europa y los espacios de datos
En el ámbito europeo, hace tiempo que se ha reconocido el potencial existente en la abundancia de datos que son capturados y que es posible llegar a capturar. Esta concienciación a nivel europeo se está traduciendo en iniciativas que fomentan el desarrollo de lo que se denominan los Espacios de Datos europeos. En febrero de 2020, la Comisión Europea anunció la Estrategia Europea de Datos con el objetivo de que los datos se compartan e intercambien entre sectores de manera eficiente y segura dentro de la UE, y de acuerdo a los valores europeos de autodeterminación, privacidad, transparencia, seguridad y competencia leal.
La Comisión Europea, por medio de las líneas estratégicas para la llamada Década Digital, y más concretamente a través de la citada estrategia, busca hacer de Europa un hub global de datos, donde los mismos fluyan entre los diferentes  Estados miembros, y donde los ecosistemas industriales, académicos y de las administraciones acudan para crear una comunidad en torno al dato, donde encontrar soluciones a sus retos, así como para fomentar la innovación y el progreso en base a ellos y al uso de la inteligencia artificial.
La estrategia europea tiene como objetivo la creación de un mercado único europeo de datos, abierto a datos procedentes de todo el mundo, en el que los datos personales y no personales, incluidos los datos sensibles de empresas, estén seguros y las empresas tengan acceso a datos industriales de alta calidad, de manera que se impulse el crecimiento y se cree valor. Mediante las normas y mecanismos asociados se pretende garantizar que los datos puedan fluir, se respeten plenamente las normas y valores europeos, y las normas de acceso a los datos y su uso sean justas, prácticas y claras.
Los espacios de datos son los elementos clave para alcanzar los objetivos de la estrategia europea, sirviendo para fomentar ecosistemas que creen nuevos productos y servicios basados en datos más accesibles. La estrategia europea propone el desarrollo de espacios de datos en nueve ámbitos estratégicos y en ámbitos de interés público entre los que se citan los relacionados con: la fabricación, la energía sostenible, la movilidad, la salud, el ámbito financiero, la energía, el sector agrario, de las administraciones públicas y las cualificaciones. Estos sectores son aquellos en los que el uso de datos tendrá un impacto sistémico en todo el ecosistema, repercutiendo positivamente en los ciudadanos. El objetivo es fomentar primero e interconectar después estos Espacios de Datos, habilitando la explotación cruzada de los datos disponibles en todos ellos.

## Espacios de datos en España
En España el marco europeo tiene su reflejo en el Plan España Digital 2025  que incluye entre sus ejes estratégicos transitar hacia una economía del dato, garantizando la seguridad y privacidad y aprovechando las oportunidades que ofrece la Inteligencia Artificial. Con este fin se elabora la Estrategia Nacional de Inteligencia Artificial que destaca la IA como un elemento clave para impulsar el crecimiento de la economía española en los próximos años. Además, la nueva estrategia está alineada con los planes de acción europeos desarrollados en la materia, y en especial con Libro Blanco sobre Inteligencia Artificial. Así mismo, se publica IV Plan de Gobierno Abierto, en el que se plantea la necesidad de reforzar la transparencia, el acceso público a la información y la rendición de cuentas.
España está trabajando en promover el entorno propicio para la creación de espacios de datos sectoriales, a través de las distintas iniciativas en materia de datos incluidas dentro del Plan de Recuperación, Transformación y Resiliencia. Bajo este marco, se ha impulsado la creación del Hub español de Gaia-X, que busca que sectores de todos los tamaños creen comunidad en torno al dato. El objetivo es que sirva para desarrollar e implantar nuevas soluciones innovadoras basadas en datos e Inteligencia Artificial, e impulsen la competitividad de las empresas. Estos espacios son además tractores para generar beneficios a lo largo de toda la cadena transformativa del dato, y se presta especial atención a que en la misma estén también representadas PYMEs y microPYMEs.